# Kościół Ewangelicko-Reformowany w RP
Kościół Ewangelicko-Reformowany w RP – kościół protestancki w Polsce, należący do rodziny Kościołów kalwińskich, wywodzących się z reformacji szwajcarskiej. W 2020 roku liczył 3200 wiernych (w tym 9 duchownych) w 9 parafiach i 5 grupach diasporalnych. Kościół należy do Polskiej Rady Ekumenicznej, Światowego Aliansu Kościołów Reformowanych oraz Światowej Wspólnoty Kościołów Reformowanych. Jego organem prasowym jest wydawane od 1926 roku czasopismo „Jednota”.
Na czele Synodu Kościoła stanowiącego gremium ustawodawcze stoi prezes Krzysztof Urban (od 2025), na czele Konsystorza Kościoła (gremium wykonawcze) stoi prezes Agnieszka Komicz-Muszyńska (od 2025). 
Biskupem Kościoła z tytułem superintendenta jest ks. Semko Koroza. Relacje Państwo – Kościół określa ustawa z dnia 13 maja 1994 r. o stosunku Państwa do Kościoła Ewangelicko-Reformowanego w Rzeczypospolitej Polskiej.

## Historia

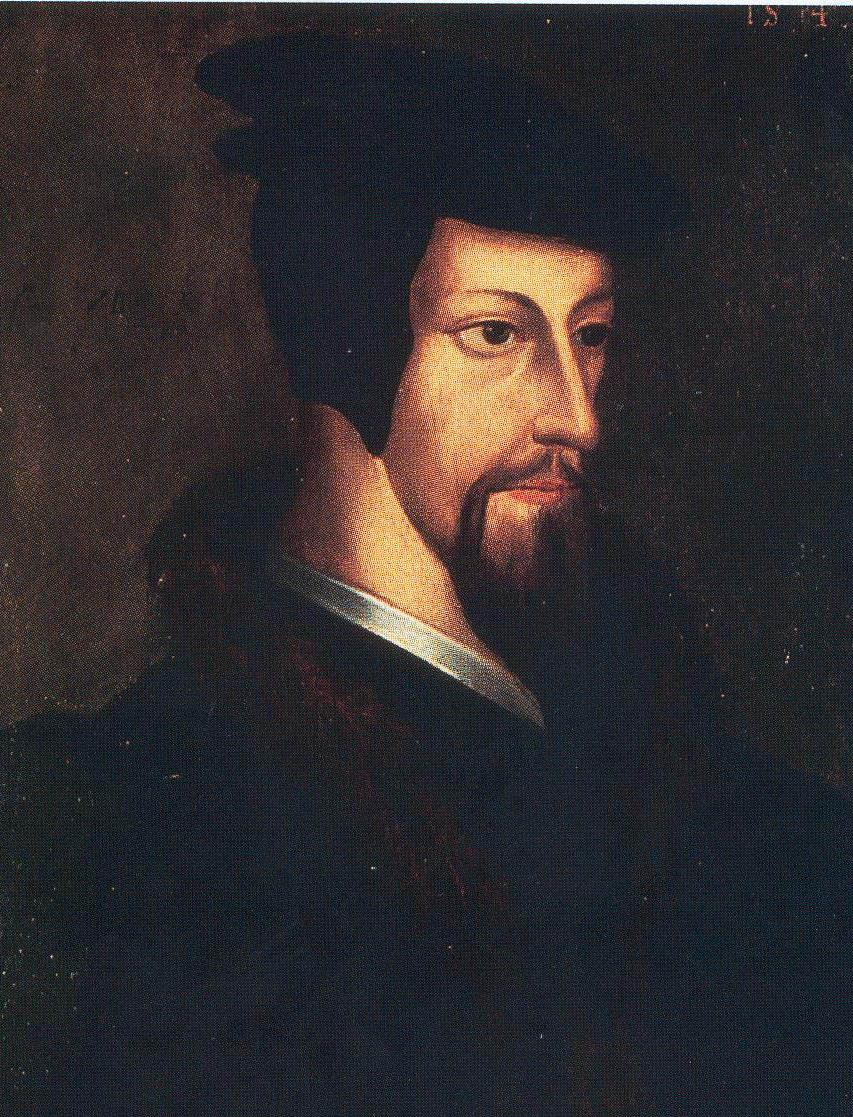
Jan Kalwin

### XVI wiek

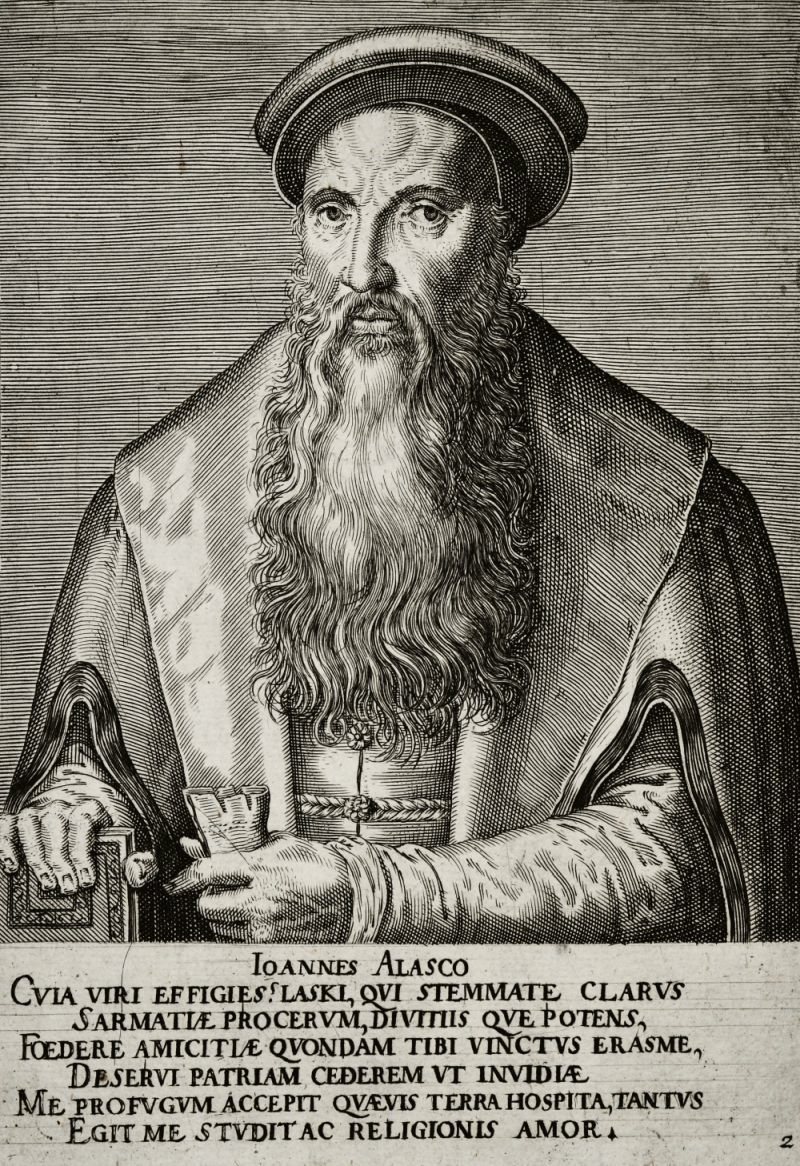
Jan Łaski, organizator Polskiego Kościoła Ewangelicko- Reformowanego

XVI wiek był okresem największego rozkwitu Reformacji w Polsce. Po 1540 roku zaczęły do Polski przenikać nauki szwajcarskich reformatorów – Huldrycha Zwingliego i Jana Kalwina. Pierwsze nabożeństwo reformowane w 1550 roku odprawił Jakub Sylwiusz w Pińczowie. Na obszarze Rzeczypospolitej ukształtowały się 3 odrębne Jednoty: Wielkopolska (głównie zbory braci czeskich), Małopolska i Litewska (na terenie Wielkiego Księstwa Litewskiego), tworzące luźną federacją poszczególnych zborów. W Krakowie działał prężny ośrodek humanistów kalwińskich. Szybko powstały zbory ewangelickie w dobrach magnackich, m.in.: Stadnickich, Szafrańców, Ossolińskich, Tarnowskich. Pierwszy synod protestancki odbył się w 1554 w Słomnikach pod Krakowem. W 1555 roku na synodzie w Koźminku zawiązano unię z braćmi czeskimi, która przetrwała dwa lata.
Początkowa współpraca z braćmi czeskimi stopniowo wygasła w wyniku oporu szlachty, niechętnej tej egalitarnej wspólnocie. W Wielkim Księstwie Litewskim rozwój kalwinizmu zapoczątkował w 1552 Szymon Zacjusz na dworze księcia Mikołaja Radziwiłła Czarnego. W następnym roku odbywały się nabożeństwa reformowane w pałacu książęcym w Wilnie. Książę fundował pierwsze zbory. Inni magnaci litewscy poszli za tym przykładem. Po śmierci Mikołaja Radziwiłła Czarnego (1565), Jednota Litewska rozwijała się dalej pod protektoratem Mikołaja Radziwiłła Rudego (brata królowej Barbary Radziwiłłówny). Ten książę widział w kalwinizmie środek do usamodzielnienia Litwy od Polski i poszerzenia swej władzy.

Największy zasięg kalwinizmu w Rzeczypospolitej Obojga Narodów około 1573

Pisarz i działacz Reformacji Jan Łaski stworzył zręby jednolitego ustroju kościelnego – synodalno-prezbiterialnego, który odpowiadał celom szlachty (synod w Książu, 1560). W październiku 1563 roku na synodzie w Pińczowie z Kościoła reformowanego wyłoniła się unitariańska wspólnota braci polskich, których reformowani przezwali „arianami”. Od tego czasu nasiliła się walka z unitarianizmem i jednocześnie współpraca z luteranami. W kwietniu 1570 na synodzie w Sandomierzu, przyjęto II Konfesję helwecką jako płaszczyznę porozumienia z innymi protestantami. W obliczu rosnącego zagrożenia ze strony kontrreformacji (tumulty w miastach, burzenie zborów, działalność jezuitów) przyjęto zasady konfederacji warszawskiej zawiązanej na sejmie konwokacyjnym w Warszawie, w styczniu 1573, w celu zagwarantowania pokoju wyznaniowego i tolerancji. Konfederacja zapewniała wolność religijną wszystkim obywatelom. W 1591 w Wilnie doszło do pogromu na wyznawcach kalwinizmu – tłum katolików spalił wtedy ich kościół, dom, przytułek i szkołę. W 1595 skończyło się porozumienie z luteranami, które zastąpiła otwarta rywalizacja. Od tego czasu liczba wyznawców kalwinizmu systematycznie spada.

### XVII wiek
Pozbawiony poparcia szlachty i oparcia w silnym mieszczaństwie, kalwinizm stopniowo zanikał. Poświadczają to liczne przykłady przechodzenia rodów magnackich na katolicyzm (np. jedna z linii Radziwiłłów). Brak centralnej organizacji kościelnej także osłabił kalwinizm, który już tylko bronił swojej pozycji. Zygmunt III Waza przestał respektować postanowienia konfederacji warszawskiej i tolerował rosnące prześladowania reformowanych. Rugowano protestantów z miast królewskich. W czerwcu 1611 roku w Wilnie za „bluźnierstwo” skazano na śmierć i uśmiercono Franco de Franco. Dozwolono również na tumult w mieście w dniach 2 i 3 lipca 1611, zabójstwo ministra Marcina Tertuliana oraz towarzyszące mu zburzenie zboru kalwińskiego w Wilnie. W roku 1616 po kilkukrotnych napaściach tłumy podburzone przez jezuitów doszczętnie zniszczyły budynki zboru braci czeskich istniejące na poznańskim wzgórzu św. Wojciecha od roku 1553 – na ich ruinach zbudowano bazylikę św. Józefa i klasztor karmelitów bosych. Nowa parafia kalwińska została utworzona w mieście dopiero w roku 1772.
Władysław IV prowadził politykę większej tolerancji, pozwolił osiąść w Polsce protestantom wygnanym ze Śląska. W Małopolsce Kościół reformowany powoli odżywał, w Sandomierskiem powstawały nowe zbory. Od 1627 do Leszna masowo przybywali z Czech bracia czescy z Janem Amosem Komenskim. W 1645 na zjeździe w Lesznie wierni Kościoła reformowanego trwale połączyli się z braćmi czeskimi. W 1678 zawarto w Lesznie „Amica complanatio” (Porozumienie przyjacielskie) z luteranami, dotyczące współpracy Kościołów, wspólnego użytkowania świątyń i wspólnych synodów. Równocześnie jednak wciąż dochodziło do zatargów na tle religijnym jak na przykład w 1639 roku w Wilnie. Kalwini zostali zmuszeni do opuszczenia miasta, a ich zbór na ulicy Świętomichalskiej został zburzony.
Czasy Jana Kazimierza przyniosły upadek kalwinizmu: zanikł na południowym wschodzie kraju w wyniku wojen i bezprawia. W roku 1656 w trakcie potopu szwedzkiego doszło do spalenia prywatnego miasta szlacheckiego Leszna zamieszkałego przez większość protestancką (w tym dużą wspólnotę braci czeskich) za wpuszczenie do miasta Szwedów. Po zakończeniu wojny ze Szwecją reformowanych dosięgły represje spowodowane ich współpracą z protestanckim najeźdźcą (pogromy, zabójstwa). Pomijano jednak fakt podobnej kolaboracji ze strony części katolików. Protestanci masowo opuszczali Rzeczpospolitą. Na skutek ślubu Jana Kazimierza złożonego przed zdobyciem Warszawy wygnano z Polski braci polskich w 1658 roku pod groźbą śmierci.
W tym okresie doszło do utożsamienia katolicyzmu z patriotyzmem i z polskością. Taki schemat został przyjęty przez królów: Michała Korybuta Wiśniowieckiego i Jana III Sobieskiego, którzy, choć potwierdzili prawa innowierców, nie potrafili spowodować ich respektowania. W 1682 po raz czwarty został zburzony zbór w Wilnie. Czasy saskie przyniosły kolejne sankcje, w tym zamknięcie protestantom dostępu do Senatu (1712). Protestantyzm w Polsce został utożsamiony z pojęciem obcości i zagrożenia i przestał być liczącym się nurtem życia kraju.

#### Główne ośrodki kalwinizmu w Koronie i na Litwie w XVI–XVII w.[9]
- Korona:
  - województwo brzeskie kujawskie: Radziejów
  - województwo krakowskie: Kraków, Pińczów
  - województwo lubelskie: Bełżyce, Kock, Lubartów i Lublin
  - województwo podlaskie: Węgrów
  - województwo podolskie: Paniowce
  - województwo pomorskie: Krokowa, Gdańsk
  - województwo poznańskie: Ostroróg i Leszno
  - województwo sandomierskie: Baranów Sandomierski, Chmielnik, Jedlińsk, Szydłowiec i Wodzisław
  - województwo sieradzkie: Secemin
  - województwo wołyńskie: Lachowice, Beresteczko
- Litwa:
  - województwo nowogródzkie: Nowogródek, Słuck
  - województwo wileńskie: Wilno
  - województwo witebskie: Witebsk
  - księstwo żmudzkie: Kiejdany, Birże, Kielmy

### XVIII wiek
Pierwsza połowa tego stulecia przyniosła dalsze represje: częściowy zakaz odprawiania nabożeństw publicznych (co skutkowało zamykaniem kościołów), a w 1734 innowierców wykluczono z Sejmu, trybunałów i urzędów z wyjątkiem starostw, tak że praktycznie zostali pozbawieni wszelkich praw obywatelskich. W tej sytuacji reformowani i luteranie na tajnym synodzie w Gdańsku (1718) zwrócili się z prośbą o protekcję do Prus i Anglii. Te działania przyniosły stopniowe rezultaty: zawarty pod naciskiem państw ościennych w 1768 Traktat warszawski przyniósł przywrócenie dysydentom swobody kultu publicznego i praw obywatelskich. Skutkowało to dalszym utrwaleniem w Polsce negatywnego nastawienia do protestantów. Reformowani znowu organizowali swoje życie religijne z ośrodkiem w na nowo otwartym zborze w Warszawie, który miał dominującą pozycję. Tu także powstała szkoła wyznaniowa. Odżył też zbór w Wilnie i rozszerzyła się współpraca z luteranami. Reaktywowała się parafia ewangelicko-reformowana w Poznaniu, a także parafia ewangelicko–reformowana w Krakowie.

### XIX wiek
Na tereny zaboru pruskiego i rosyjskiego licznie napływali kalwińscy osadnicy z Francji, Niemiec, Szkocji i Szwajcarii. W części asymilowali się i zasilili szeregi polskich reformowanych. Ponownie napływali bracia czescy osiedlający się w 2 ośrodkach: Zelowie i Kucowie. Nowi przybysze czynnie włączyli się w rozwijający się przemysł i handel, stając się współtwórcami kapitalizmu na ziemiach polskich (z wyjątkiem zacofanej Galicji). Odrębność zachowała Jednota Wileńska, ale język polski pozostał w niej językiem pastorów i synodu.
Ks. Karol Diehl utrzymywał jedność narodową reformowanych ponad granicami. W 1810 został wybrany seniorem generalnym Księstwa Warszawskiego, a następnie także Jednoty Małopolskiej w Galicji. Dziełem ks. Diehla było zjednoczenie protestantów na ziemiach polskich: 2 lipca 1828 wspólna organizacja Kościołów reformowanego i augsburskiego stała się faktem: utworzono wspólny Konsystorz Generalny dla obu wyznań. Jednak wobec wrogiego nastawienia zaborcy unia przetrwała tylko do lutego 1849 roku. Rozwijało się szkolnictwo wyznaniowe, w Warszawie otwarte zostały: sierociniec i dom opieki. Powstały nowe kościoły w Warszawie i Łodzi.

### XX wiek
Na początku wieku Jednota Warszawska była w rozkwicie. W zaborze pruskim i austriackim przetrwało tylko 5 zborów. Na Litwie Jednotę dotknęły represje władz carskich za kultywowanie polskości. Działało tam 12 zborów.
Odrodzenie Polski wiązało się też ze wzrostem nacjonalizmu, co spowodowało waśnie wyznaniowe i narodowościowe oraz skutkowało emigracją reformowanych za granicę (m.in. wielu mieszkańców Zelowa wyjechało do Czechosłowacji). Istniały nadal 2 odrębne Jednoty: Warszawska (z 20 tys. wyznawców) i Wileńska (obejmująca także teren Litwy, z 11 tys.). Lata 20. XX wieku przyniosły nasilenie publikacji (miesięcznik „Jednota” i „Żagiew Chrystusowa”, powstało Towarzystwo Wydawnicze im. Mikołaja Reja). Liczba reformowanych powiększyła się, powstał nowy kościół w Łodzi, lecz nastawienie władz państwowych było niechętne i Kościół ewangelicko-reformowany nie doczekał się całościowego uregulowania swej sytuacji prawnej. Natomiast w II RP reprezentanci elit politycznych chętnie zawierali ponowne związki małżeńskie w kościele ewangelicko-reformowanym.
W czasie II wojny ewangelicy-reformowani ponieśli ogromne straty: zniszczone zostały budynki i wydawnictwa. Wielu wyznawców bądź zginęło, bądź wyemigrowało po wojnie. Duża ich część pozostała w granicach ZSRR, kolejna grupa mieszkańców Zelowa wyjechała do Czechosłowacji. W Polsce Ludowej władze państwowe ograniczały działalność Kościoła, utrudniały przejmowanie kościołów na Ziemiach Zachodnich. W rezultacie liczba ewangelików-reformowanych w powojennej Polsce spadła do najniższego poziomu od XVI wieku.

## Nauka Kościoła Ewangelicko-Reformowanego

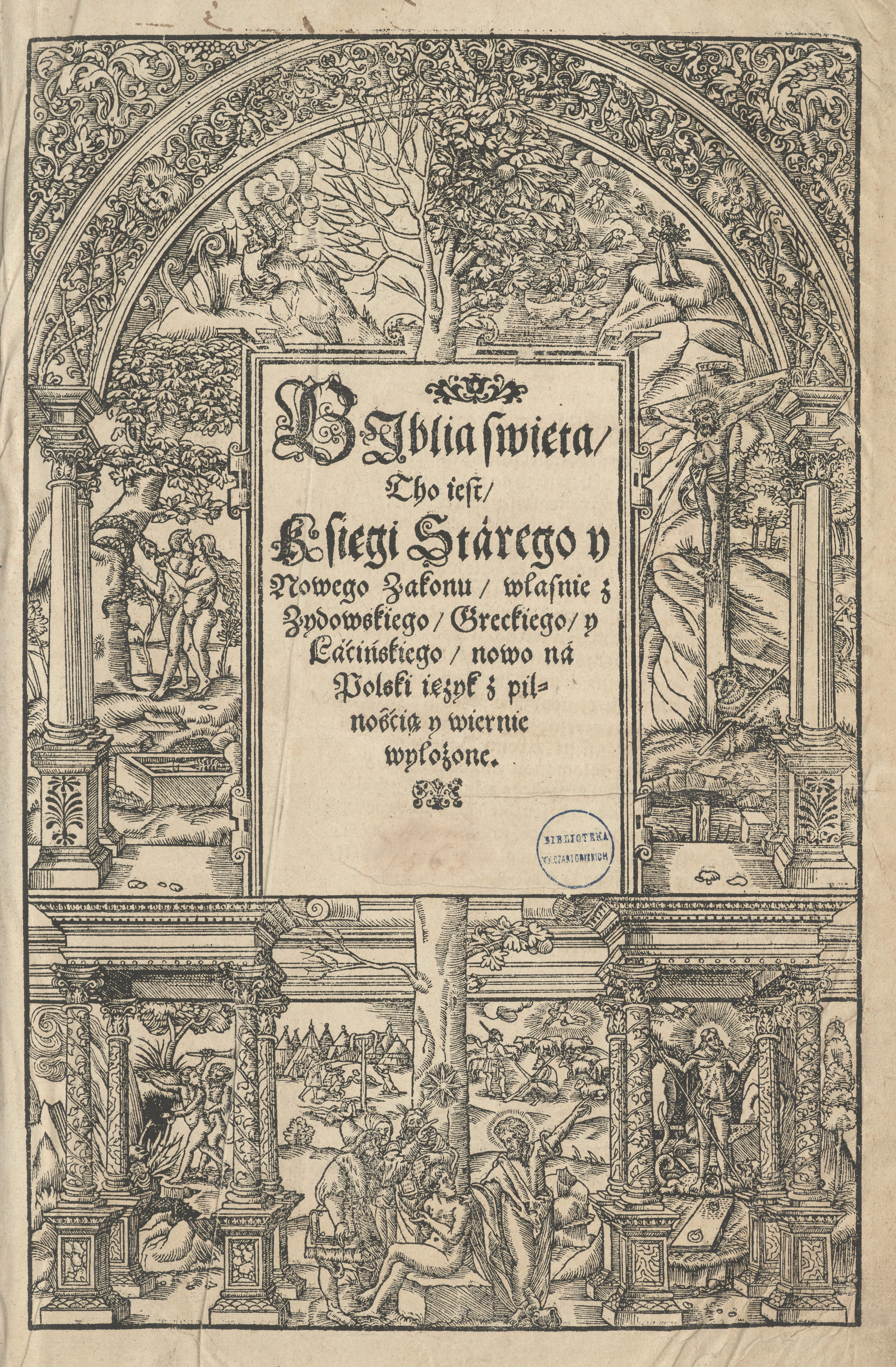
Fragment strony dedykacyjnej Biblii brzeskiej

Zasady wiary przyjęte są w Katechizmie Heidelberskim z 1563 oraz Konfesji Sandomierskiej z 1570 natomiast formy kultu reguluje Agenda Gdańska z 1637 roku. Podstawą wiary i normą życia jest Pismo Święte Starego i Nowego Testamentu – Biblia, natomiast tradycja podlega stałej rewizji według zasady Ecclesia reformata et semper reformanda verbi divini (Kościół reformowany nieustannie się reformujący według Słowa Bożego); odrzucona jest doktryna o nieomylności widzialnego Kościoła. Kalwinizm przyjmuje naukę o podwójnej predestynacji. Wystrój kościołów jest bardzo surowy, a wynika to z przykazania 2. Dekalogu (które ewangelicy reformowani przytaczają w biblijnej, nieskróconej wersji), które mówi: „Nie czyń sobie żadnych rzeźb ani obrazów tego, co jest na niebie w górze, i na ziemie w dole i tego, co jest w wodzie pod ziemią. Nie będziesz się im kłaniał i nie będziesz im służył [...]” (Wj 20,4-6). Zbytek i przepych w kościołach są „obrazą Boga”; myśli wiernych powinny dążyć ku Bogu, a nie „rozpraszać się” na kontemplowaniu ozdób, figur i obrazów. Z tego powodu reformowani oddają cześć wyłącznie Bogu bez pośrednictwa obrazów i rzeźb.

### Sakramenty
Kościół Ewangelicko-Reformowany uznaje za sakramenty tylko chrzest i Wieczerzę Pańską (komunię). Naucza, że to widzialny, święty znak ustanowiony przez Jezusa Chrystusa na potwierdzenie obietnicy Ewangelii. Jednak tylko ten, kto ma prawdziwą, żywą wiarę, uczestniczy w niewidzialnej łasce, którą ukazuje widzialny znak. Zatem sakrament jest widzialnym znakiem niewidzialnej łaski. Prawo do usługiwania sakramentami mają osoby upoważnione przez wspólnotę. Zwykle są to ordynowani duchowni.
Chrzest praktykowany jest w wieku niemowlęcym. Reformowana dogmatyka twierdzi, że to nie chrzest, tylko wiara jest niezbędnym warunkiem uzyskania zbawienia, i powołuje się na autorytet Jezusa, który powiedział: Kto uwierzy i ochrzczony zostanie, będzie zbawiony, ale kto nie uwierzy, będzie potępiony (Mk 16,16).

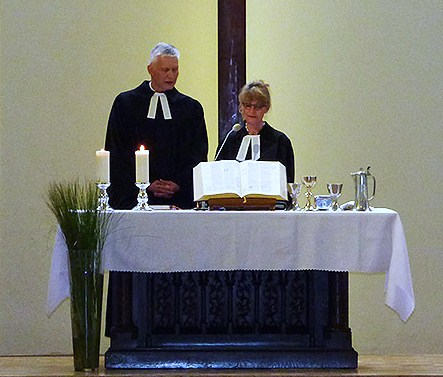
Liturgia Wieczerzy Pańskiej w kościele parafialnym w Warszawie

Wieczerza Pańska sprawowana jest pod dwiema postaciami chleba i wina. Ciało i krew Chrystusa są obecne w sposób rzeczywisty dla wierzącego, jednak jest to rzeczywistość duchowa – niematerialna poprzez działanie Ducha Świętego. Dlatego nie istnieje żaden kult związany ze znakami (elementami do dystrybucji) sakramentu.
Kościół reformowany podkreśla, że ofiara Chrystusa dokonana została skutecznie raz na zawsze i nie może być powtarzana. Dlatego eucharystia w rozumieniu reformowanym nie jest ofiarą, ponieważ człowiek nie może Bogu nic ofiarować – to Bóg ofiarował swojego Syna dla zbawienia. Jedyną ofiarą miłą Bogu jest serce skruszone. W związku z tym w wyposażeniu kościołów i kaplic nie stosuje się ołtarzy (bo nie ma ofiary), a jedynie tzw. stoły pańskie (komunijne).
Pokuta nie jest uznawana za sakrament jednak zajmuje miejsce szczególne w praktyce i życiu Kościoła. Prawdziwa spowiedź dokonuje się indywidualnie pomiędzy grzesznikiem a Bogiem lub publicznie podczas nabożeństwa w trakcie tzw. spowiedzi powszechnej. Ewangelicy reformowani nie uważają, aby warunkiem odpuszczenia grzechów była spowiedź tzw. uszna wobec kapłana wyposażonego we władzę udzielania absolucji, natomiast uważają za rzecz pożyteczną szukanie rady, kierownictwa i pociechy u duchownego albo innego z braci wierzących i znających Prawo Boże. Duchowny nie ma władzy odpuszczania grzechów, jedynie ogłasza łaskę Bożą oraz zwiastuje odpuszczenie grzechów wszystkim pokutującym i nawracającym się, niepokutującym zaś ogłasza zatrzymanie grzechów.
Kościół Ewangelicko-Reformowany w RP jest we wspólnocie stołu pańskiego i ambony z Kościołem Ewangelicko-Augsburskim w RP i Kościołem Ewangelicko-Metodystycznym w RP.

## Ustrój Kościoła

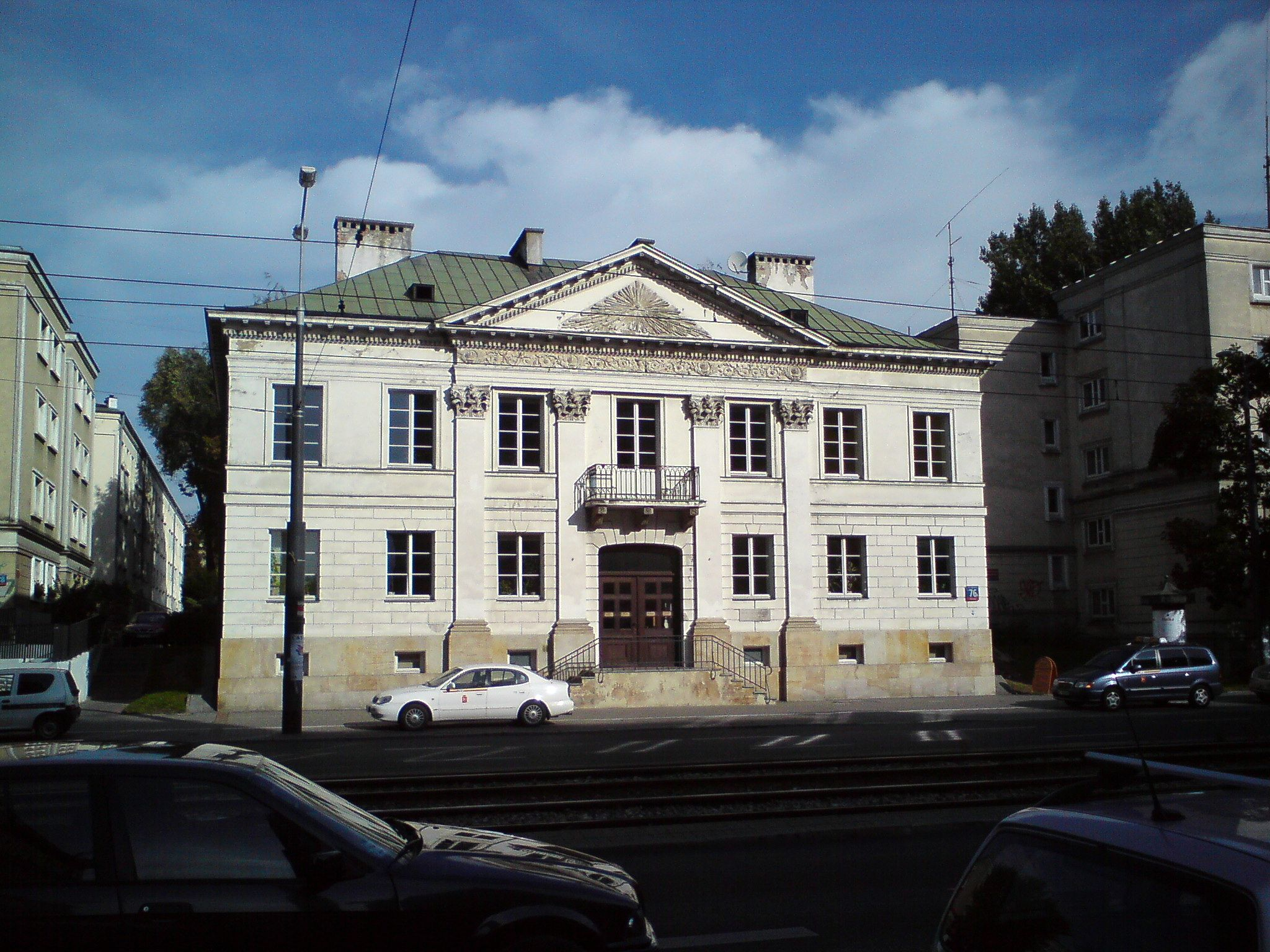
Siedziba konsystorza w Warszawie

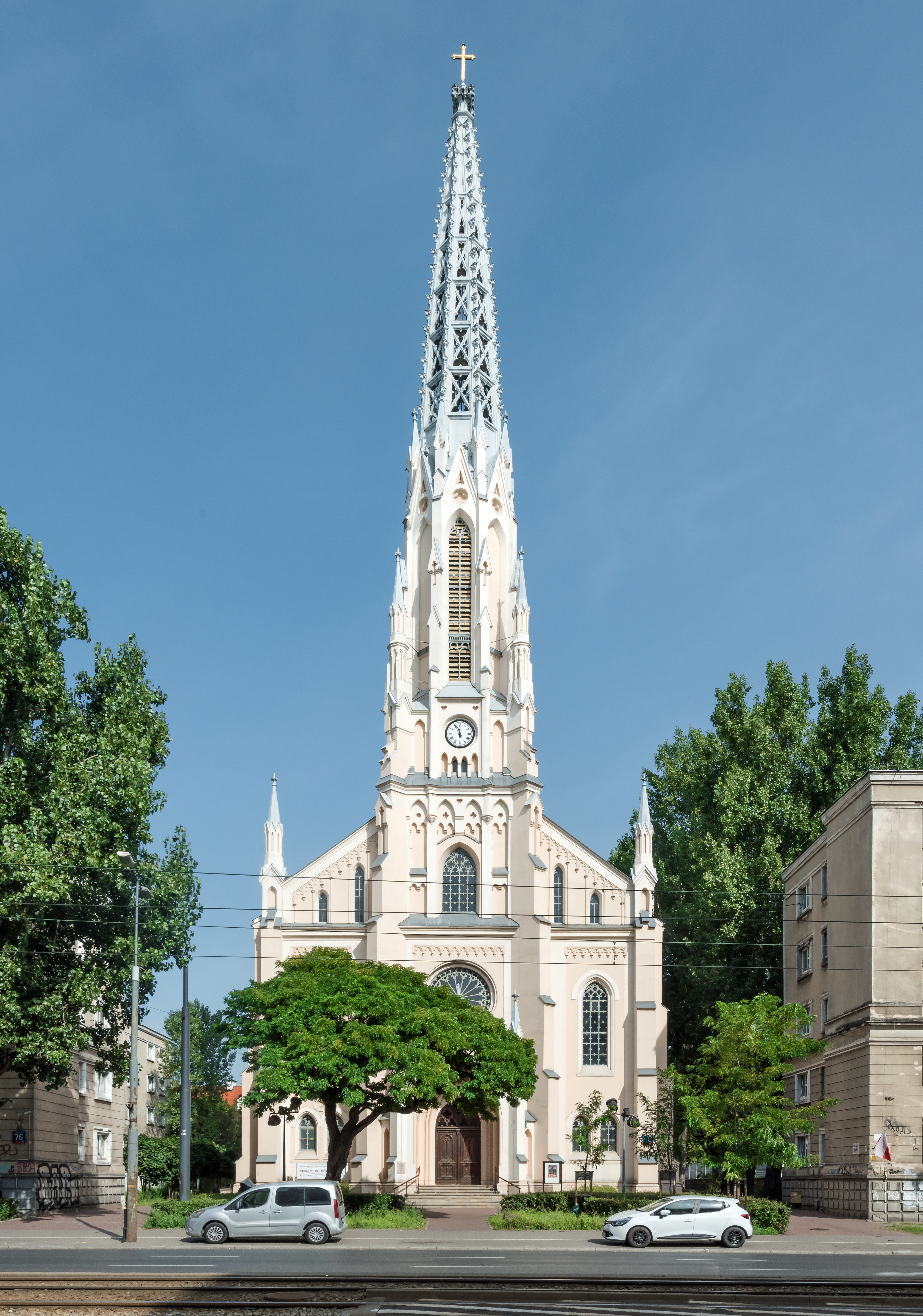
Kościół parafialny w Warszawie

Kościół w Polsce ma ustrój synodalno-prezbiterialny.

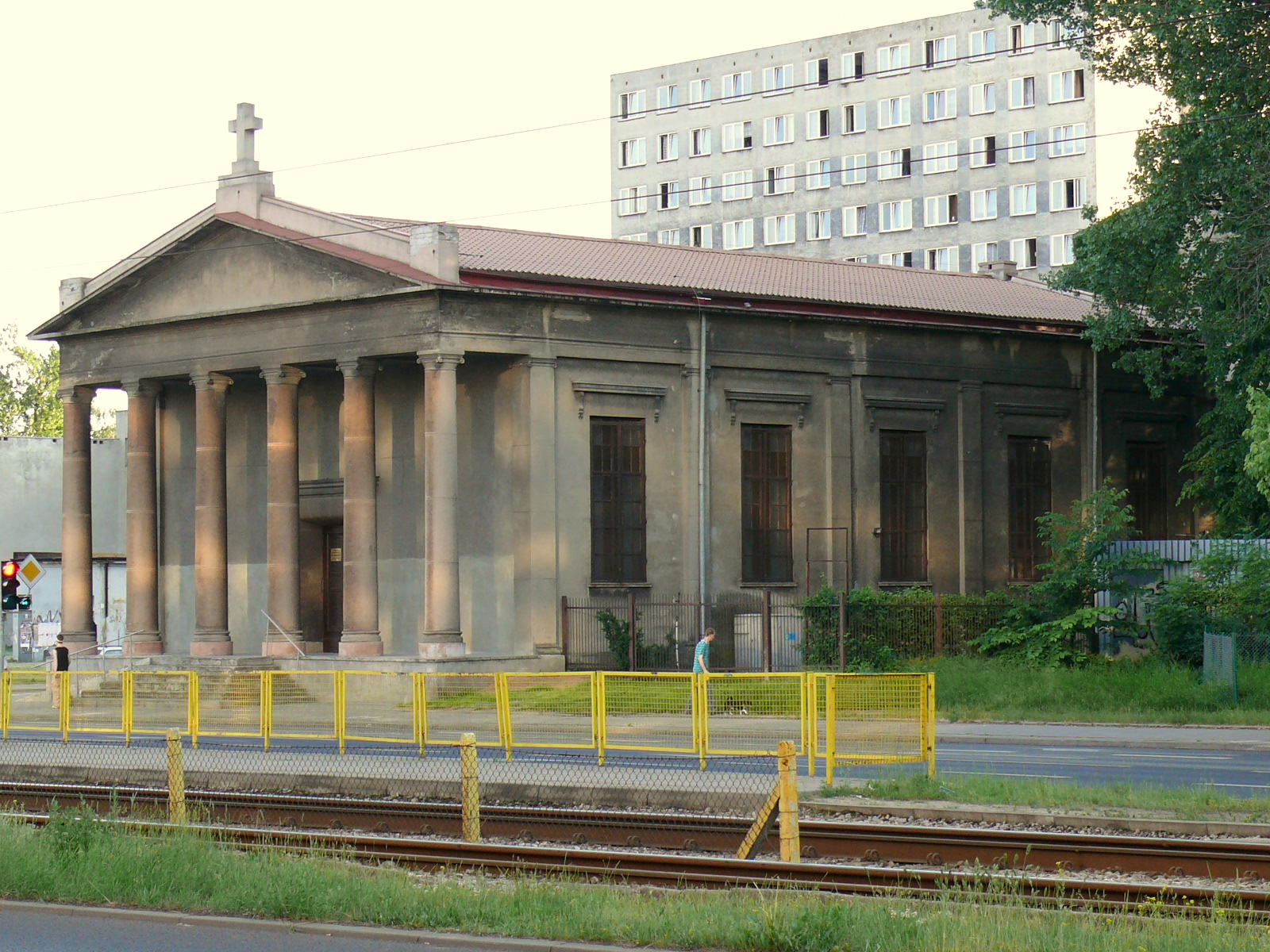
Kościół parafialny w Łodzi

- Kościół parafialny w ŁodziNajwyższym organem stanowiącym jest Synod (zbiera się raz w roku) – delegaci wybierani w głosowaniu, jest to zgromadzenie świeckich i duchownych przedstawicieli wszystkich zborów i diaspory. Pracami Synodu kieruje Prezydium Synodu. W kadencji 2025–2029, w skład Prezydium Synodu wchodzą: prezes – Krzysztof Urban, wiceprezes – ks. bp Semko Koroza, notariusz – ks. Ewa Jóźwiak, z-ca notariusza – ks. Marta Borkowska, sekretarz – Jacek Małańczuk, z-ca sekretarza – Joanna Dudzic[3].
- Konsystorz, czyli 5-osobowa rada prezbiterów (starszych) jest organem wykonawczym i administracyjnym, kierującym działalnością Kościoła, wybieranym przez Synod na 3-letnią kadencję. W pracach Konsystorza uczestniczy także każdorazowy biskup Kościoła jako wiceprezes oraz 2 zastępców radcy. W kadencji 2025–2029 w skład Konsystorza wchodzą: prezes – Agnieszka Komicz-Muszyńska, wiceprezes – ks. bp. Semko Koroza – biskup Kościoła, radca duchowny – ks. Krzysztof Michałek-Góral, zastępca radcy duchownego – ks. Tadeusz Jelinek, radcy świeccy – Monika Weber, Jakub Ostropolski, zastępcy radcy świeckiego – Jan Taylor[3].

- W poszczególnych zborach role tych organów pełnią: Walne Zgromadzenie Zboru i Kolegium Kościelne. Najważniejsze funkcje: prezesów Synodu, Konsystorza, Kolegium Kościelnego i przewodniczącego Ogólnego Zgromadzenia Członków Zboru mogą pełnić wyłącznie osoby świeckie.

Ten ustrój, przez bezpośrednie i powszechne wybory, umożliwia faktyczny udział wszystkich wyznawców w działalności Kościoła oraz gwarantuje autonomię każdego zboru.

## Duchowni
Zgodnie z reformowaną teologią wszyscy wyznawcy są sobie równi i w takim samym stopniu odpowiedzialni za Kościół. Duchowni, którymi od 1991 mogą być zarówno mężczyźni, jak i kobiety, mają takie same prawa i obowiązki jak świeccy. Nie stanowią odrębnego stanu, są tylko specjalnie powołani i upoważnieni do głoszenia Ewangelii, usługiwania sakramentami oraz do duszpasterstwa. Są oni sobie równi, a jeden z nich, wybierany przez Synod na 10-letnią kadencję, pełni funkcję biskupa (dawniej superintendenta). Biskup nie ma faktycznej władzy, reprezentuje kościół razem z prezesem synodu i konsystorza; do jego obowiązków należy m.in.: ordynowanie duchownych, wizytowanie parafii, czy nadzór nad nauczaniem religii. Duchowny ewangelicki nie jest uważany za kapłana, ponieważ nie składa on żadnej ofiary.
Obecnie w Kościele Ewangelicko-Reformowanym pracuje 8 duchownych, natomiast 1 jest na emeryturze:
- ks. Marta Borkowska[17]
- ks. Krzysztof Michałek-Góral
- ks. Marek Izdebski
- ks. Michał Jabłoński
- ks. Tadeusz Jelinek
- ks. Ewa Jóźwiak[18]
- ks. Semko Koroza – Biskup Kościoła
- ks. Tomasz Pieczko
- ks. Roman Lipiński (na emeryturze)

Z Kościoła Ewangelicko-Reformowanego w RP wywodzi się kilkoro pastorów i pastorek pracujących obecnie za granicą:
- ks. Kazimierz Bem (w Zjednoczonym Kościele Chrystusa w USA)[19]
- ks. Miroslav Danys (Kościół Krajowy Lippe, w Republice Federalnej Niemiec), obecnie na emeryturze.
- ks. Ewa Jelinek (w Ewangelickim Kościele Czeskobraterskim w Republice Czech)
- ks. Wiera Jelinek (w Ewangelickim Kościele Czeskobraterskim w Republice Czech)[20]
- ks. Mirosław Jelinek (w Ewangelickim Kościele Czeskobraterskim w Republice Czech)[20]
- ks. Michał Koktysz (w Kościele Krajowym Hesse-Nassau w Republice Federalnej Niemiec)[21]
- ks. Julia Meason (Kościół Szkocji w Wielkiej Brytanii)[22]

Duchownym Kościoła może być osoba, która ukończyła studia teologiczne na Chrześcijańskiej Akademii Teologicznej w Warszawie i uzyskała akceptację władz kościelnych, odbyła przepisany staż, a poprzez ordynację została powołana na urząd. Duchownych nie obowiązuje celibat. W Polsce jako strój liturgiczny obowiązuje czarna toga z białymi pruskimi befkami. Od XVI wieku pastorzy używają wywodzącego się z języka słowiańskiego tytułu ksiądz, choć używa się potocznie i zwrotu „pastor”.

## Parafie Kościoła
Kościół liczy 9 parafii:

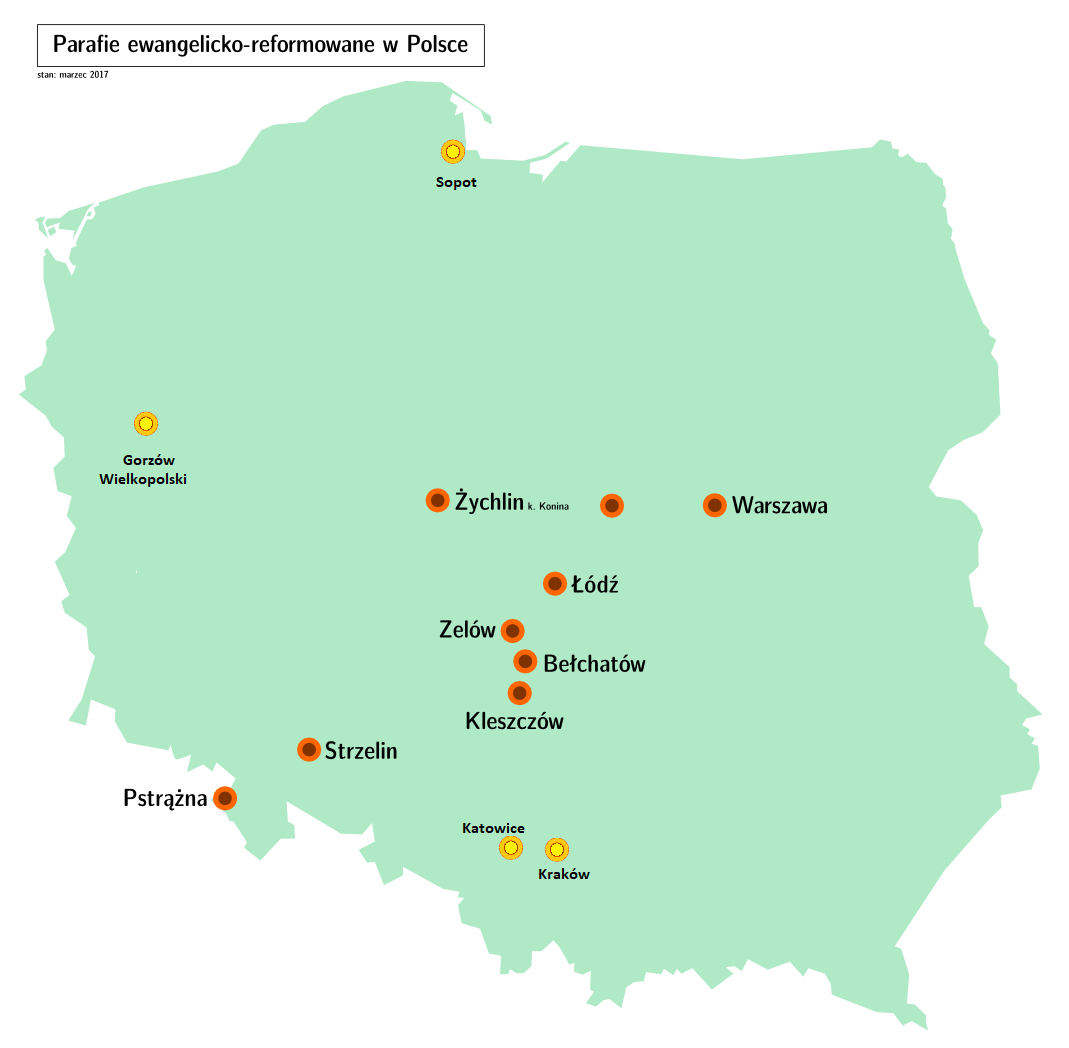
Sieć parafialna

- parafia w Bełchatowie, proboszcz: ks. Marek Izdebski
- parafia w Kleszczowie, proboszcz: ks. Krzysztof Michałek-Góral
- parafia w Łodzi, proboszcz: ks. bp Semko Koroza
- parafia w Pstrążnej, administrator: ks. Krzysztof Michałek-Góral
- parafia w Strzelinie, administrator: ks. Krzysztof Michałek-Góral
- parafia w Warszawie, proboszcz: ks. Michał Jabłoński
- parafia we Wrocławiu, erygowana w 2025[23], administrator: ks. bp Semko Koroza[24]
- parafia w Zelowie, proboszcz: ks. Tomasz Pieczko[25]
- parafia w Żychlinie, proboszcz: ks. Tadeusz Jelinek[26]

Istnieją także grupy diasporalne w Sopocie, Krakowie, Gorzowie Wielkopolskim oraz Poznaniu.

## Liczebność
Na przestrzeni wieków liczba wiernych kościoła znacznie się zmieniała, także ze względu na zmiany granic, w tym kościelnych.
|          | Jednota Warszawska (po 1945 Kościół Ewangelicko-Reformowany) | Jednota Litewska (po 1918 roku Wileński Kościół Ewangelicko-Reformowany) | Kościół Ewangelicki Augsburskiego i Helweckiego Wyznania | Superintendentura Poznań II Ewangelickiego Kościoła Unijnego | Kościół Ewangelicko-Unijny na Polskim Górnym Śląsku(istniał w. l. 1923-1939) |
| ok. 1822 | ok. 2500                                                     | 6534                                                                     |                                                          |                                                              |                                                                              |
| ok. 1849 | ok. 4500                                                     |                                                                          |                                                          |                                                              |                                                                              |
| ok. 1900 | ok. 5503 (w 1897 roku)                                       | 11465 (w 1905 roku)                                                      |                                                          |                                                              |                                                                              |
| ok. 1939 | 10087-ok.12000                                               | ok. 4000                                                                 | 4025 (w 1937 roku)                                       | 1949 (w 1937 roku)                                           | 798                                                                          |
| 1945     | ok. 5000                                                     |                                                                          |                                                          |                                                              |                                                                              |
| 1952     | 4668                                                         |                                                                          |                                                          |                                                              |                                                                              |
| 2020     | ok. 3200                                                     |                                                                          |                                                          |                                                              |                                                                              |

## Diakonia Kościoła Ewangelicko- Reformowanego w Rzeczypospolitej Polskiej
Diakonia jest jednostką organizacyjną Kościoła i posiada osobowość prawną. Celem działalności Diakonii Kościoła jest inicjowanie, wspieranie i koordynowanie pomocy charytatywnej oraz niesienie opieki duchowej osobom jej potrzebującym w Kościele. Diakonia Kościoła, w ramach swoich możliwości, służy także swą pomocą i opieką osobom ich potrzebującym spoza Kościoła. Siedzibą Diakonii Kościoła jest miasto stołeczne Warszawa. Znakiem Diakonii Kościoła jest Krzyż z Koroną. Prawo Diakonii Kościoła do używania tego znaku wynika z decyzji Eurodiakonii, według której znak ten może być używany jako logo Diakonii Kościołów ewangelickich w Europie. Dochody Diakonii Kościoła przeznaczone są w całości na finansowanie działalności statutowej. Organami Diakonii Kościoła są: prezes Diakonii i Rada Diakonii Kościoła.

## Kościół i sprawy społeczne
Kościół należy do zaangażowanych w sprawy świata i kraju.
- Kościół i prawa kobiet w Kościele
  - W 1918 Kościół przyznał kobietom prawo do głosu w sprawach kościelnych i prawo do zasiadania w jego gremiach (Synod, Konsystorz, kolegia kościelne).
  - W 1967 jako pierwszy w Polsce Kościół ewangelicki wybrał na funkcję prezesa Konsystorza kobietę, prof. Zofię Lejmbach, która ten urząd sprawowała przez dwie kadencje.
  - W 1990 zmieniono prawo wewnętrzne, dopuszczając kobiety do urzędu duchownego.
  - W 2003 Wiera Jelinek została ordynowana na pastora jako pierwsza kobieta w historii Kościoła.
  - W 2012 jako pierwszy w Polsce Kościół ewangelicki wybrał na funkcję prezesa Synodu kobietę, Ewę Jóźwiak, która ten urząd sprawowała przez dwie kadencje.

- Kościół i kwestie sprawiedliwości społecznej w kraju i na świecie
  - Podczas Synodu w 2007 przyjęto apel do władz polskich, by uczyniły wszystko, co w ich mocy, by zakończyć ludobójstwo w Darfurze[40].
  - Podczas Synodu w 2008 zaapelowano do polskich władz, by uczyniły wszystko, by zachęcić Chiny do dialogu w sprawie Tybetu i do wyjaśnienia oskarżeń łamania praw człowieka, przez niezależnych obserwatorów i wolne od nacisków media[41].

## Znani i zasłużeni polscy ewangelicy reformowani

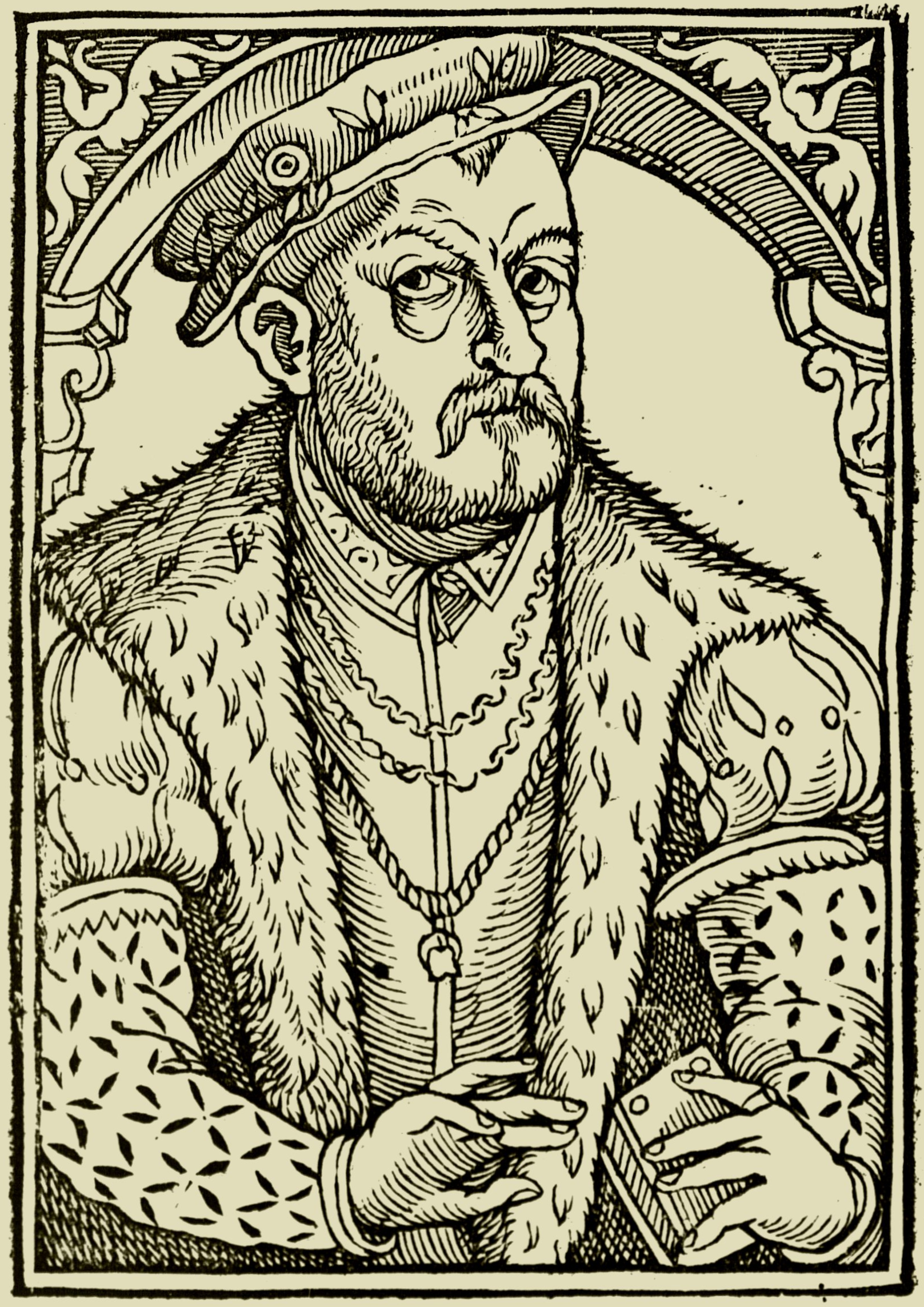
Mikołaj Rej był przez część życia ewangelikiem reformowanym.

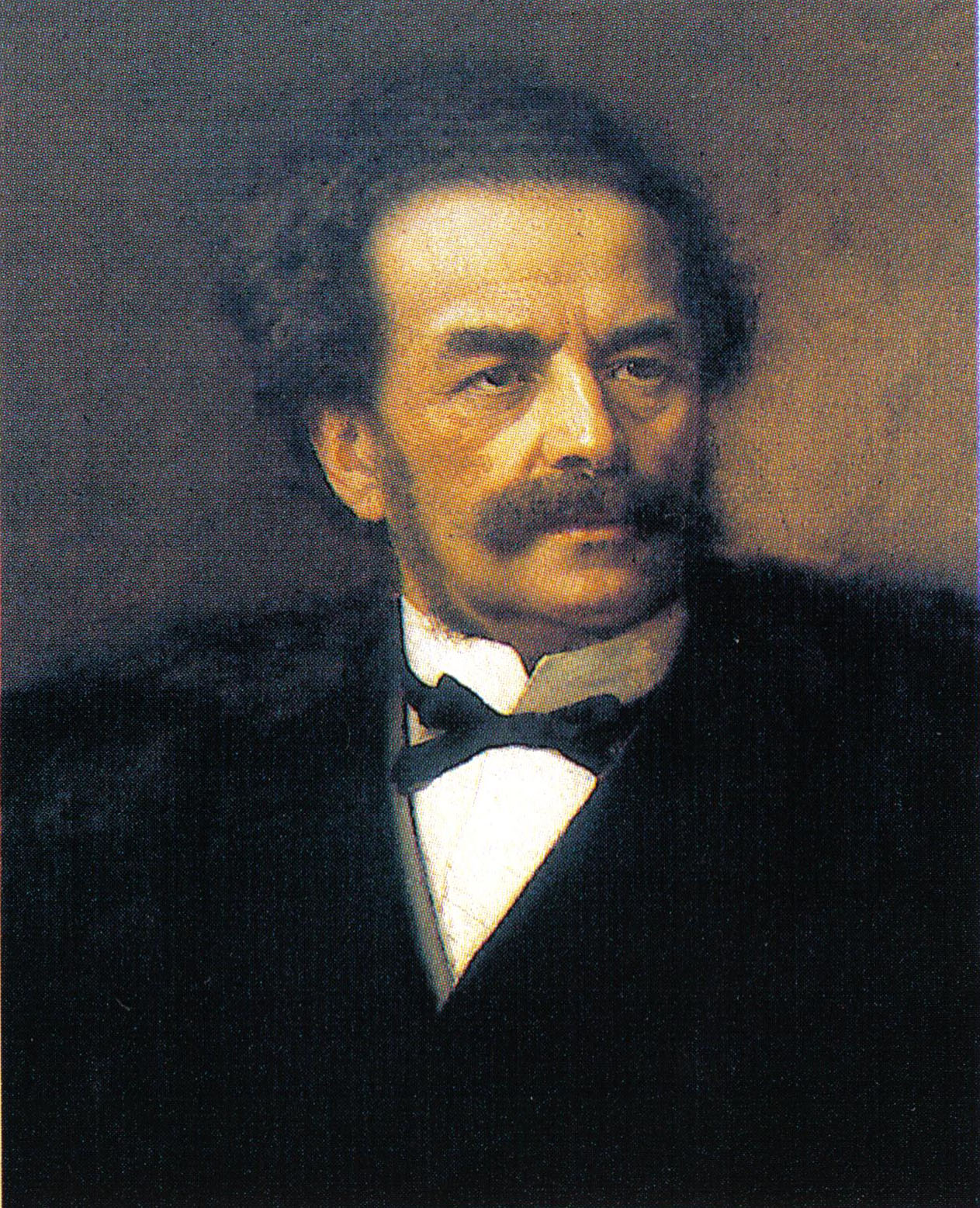
Leopold Kronenberg

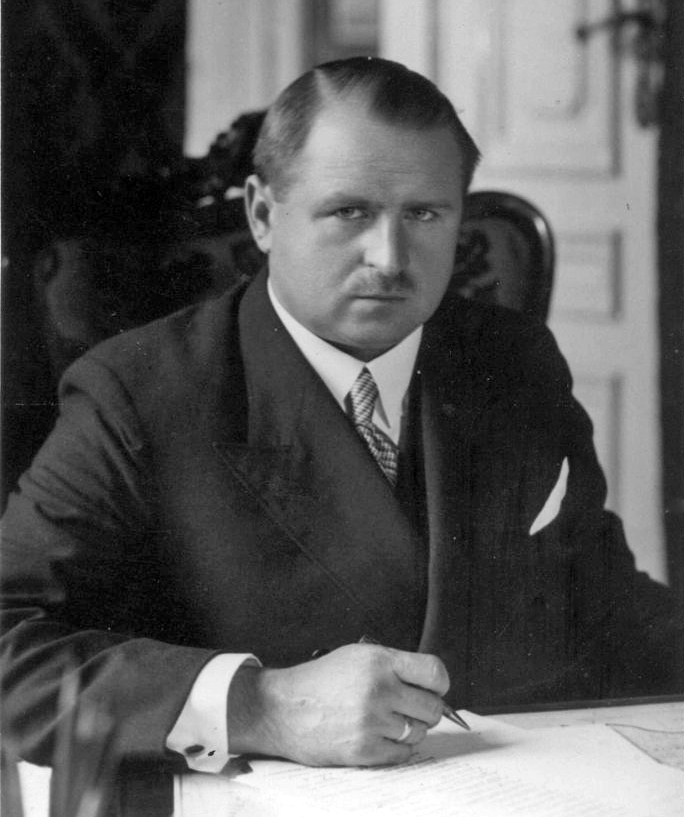
Stefan Starzyński

Lista przedstawia osoby, które były członkami Kościoła przez część lub całe życie:
- Krzysztof Arciszewski (1592–1656) – generał, odkrywca, dowódca wojsk w Brazylii
- Józef Beck (1894–1944) – minister spraw zagranicznych Polski od 1932 do 1939
- Witold Bender (1930–2015) – archeolog, nauczyciel akademicki, prezes Synodu
- Karol Beyer (1818–1877) – dagerotypista, fotograf, numizmatyk, zwany „ojcem polskiej fotografii”
- Eugeniusz Bodo (1899–1943) – polski aktor filmowy i teatralny, reżyser
- Hieronim Bużeński (1513–1580) – żupnik krakowski, podskarbi wielki koronny, kasztelan sieradzki
- Ludwik Cohn (1902–1981) – adwokat, działacz socjalistyczny, jeden z założycieli KOR-u
- Sławomir Czerwiński (1885–1931) – Minister Oświecenia Publicznego w II RP
- Wanda Czarnocka-Karpińska (1894–1971) – lekarka, taterniczka i alpinistka
- Lucyna Ćwierczakiewiczowa (1826–1901), autorka książek kucharskich
- Andrzej Firlej (1537–1585) – kasztelan lubelski
- Andrzej Firlej (zm. 1609) – kasztelan radomski
- Andrzej Firlej (zm. 1649) – kasztelan radomski
- Jan Firlej (1521–1574) – marszałek wielki koronny, wojewoda krakowski
- Józef Elsner (1769–1854) – kompozytor i pedagog
- Adam Gorajski (zm. 1602) – poseł na sejmy, działacz i polityk szlachecki
- Ludwik Hering (1908–1984) – literat, partner Józefa Czapskiego
- Jan Chrystian brzeski (1591–1639) – książę brzesko-legnicki
- Chrystian legnicki (1618–1672) – książę brzesko-legnicko-wołowski, syn Jana Chrystiana
- Jerzy Wilhelm legnicki (1660–1675) – książę brzesko-legnicko-wołowski, syn Chrystiana, ostatni z Piastów
- Michał Jastrzębski (1859–1938) – pastor, superintendent Jednoty Wileńskiej w okresie od 1904–1938
- Jerzy Jelen (1900–1942) – pastor, zamordowany w KL Dachau
- Juliusz Kaden-Bandrowski (1885–1944) – pisarz i publicysta
- Bronisław Kader (1863–1937) – lekarz, profesor UJ, pomysłodawca używanego do dziś haka jelitowego
- Rafał Leszczyński (zm. 1592) – protektor braci czeskich w Wielkopolsce i Lesznie
- Rafał Leszczyński (1579–1636) – wojewoda bełski
- Zofia Lejmbach (1902–1987) – dr. nauk med., prof. A.M. w Warszawie
- Bohdan Marconi (1894–1975) – artysta malarz, konserwator sztuki
- Władysław Marconi (1848–1915) – architekt
- Zofia Nałkowska (1884–1954) – literatka
- Olga Niewska (1898–1943) – rzeźbiarka
- Gustaw Potworowski (1800–1860) – wielkopolski działacz polityczny i gospodarczy
- Jan Jerzy Przebendowski (1638–1729) – podskarbi wielki koronny, generał wielkopolski, wojewoda malborski, kasztelan chełmiński
- Jeremi Przybora (1915–2004) – polski poeta, pisarz, satyryk
- Leopold Kronenberg (1812–1878) – bankier, inwestor i finansista
- Mikołaj Radziwiłł Rudy (1512–1584) – kanclerz wielki litewski, hetman wielki litewski, wojewoda wileński
- Mikołaj Radziwiłł Czarny (1515–1565) – marszałek wielki litewski, kanclerz wielki litewski, wojewoda wileński
- Krzysztof Mikołaj Radziwiłł Piorun (1547–1603) – hetman wielki litewski
- Krzysztof Radziwiłł (młodszy) (1585–1640) – hetman wielki litewski
- Janusz Radziwiłł (1612–1655) – hetman wielki litewski
- Eliza Radziwiłłówna (1803–1834)
- Mikołaj Rej (1505–1569) – polski poeta i prozaik okresu Odrodzenia
- Samuel Józef Różycki (1781–1834) – generał w powstaniu listopadowym
- Karol Ruprecht (1821–1875) – członek rządu podziemnego w powstaniu styczniowym
- Tadeusz Semadeni (1902–1944) – powstaniec warszawski, sędzia
- Barbara Skarga (1919–2009) – polska filozof, kawaler Orderu Orła Białego
- Leonard Skierski (1866–1940) – generał WP
- Felicjan Sławoj Składkowski (1885–1962) – polityk, premier II RP
- Stanisław Stadnicki (1551–1610) – „Diabeł łańcucki”, sławny warchoł, awanturnik
- Stefan Starzyński (1893–ok.1943) – prezydent Warszawy, bohater obrony stolicy w 1939
- Aniela Steinsbergowa (1896–1988) – adwokatka, działaczka PPS i KOR
- Zygmunt Stryjeński (1784–1843) – generał w Powstaniu Listopadowym
- Stanisław Sunderland (1847–1912) – prawnik, poseł do rosyjskiej Dumy, działacz społeczny
- Jan Sunderland (1891–1979) – polski fotograf
- Andrzej Trzecieski (także: Trzycieski, Tricesius, 1525 lub 1530–1584) – polski działacz reformacyjny, pisarz i poeta, jeden z autorów przekładu Biblii brzeskiej
- Jadwiga Waydel-Dmochowska (1893–1962) varsavianistka, literatka, tłumaczka książek z angielskiego
- Wacław z Szamotuł (1524?–ok. 1560) – polski kompozytor i poeta epoki renesansu
- Jan Zamoyski (1542–1606) – kanclerz wielki koronny, na katolicyzm przeszedł po studiach w Padwie
- Stefan Żeromski (1864–1925) – polski prozaik, dramatopisarz, publicysta
- Wanda Żółkiewska (1912–1989) – autorka książek dla dzieci

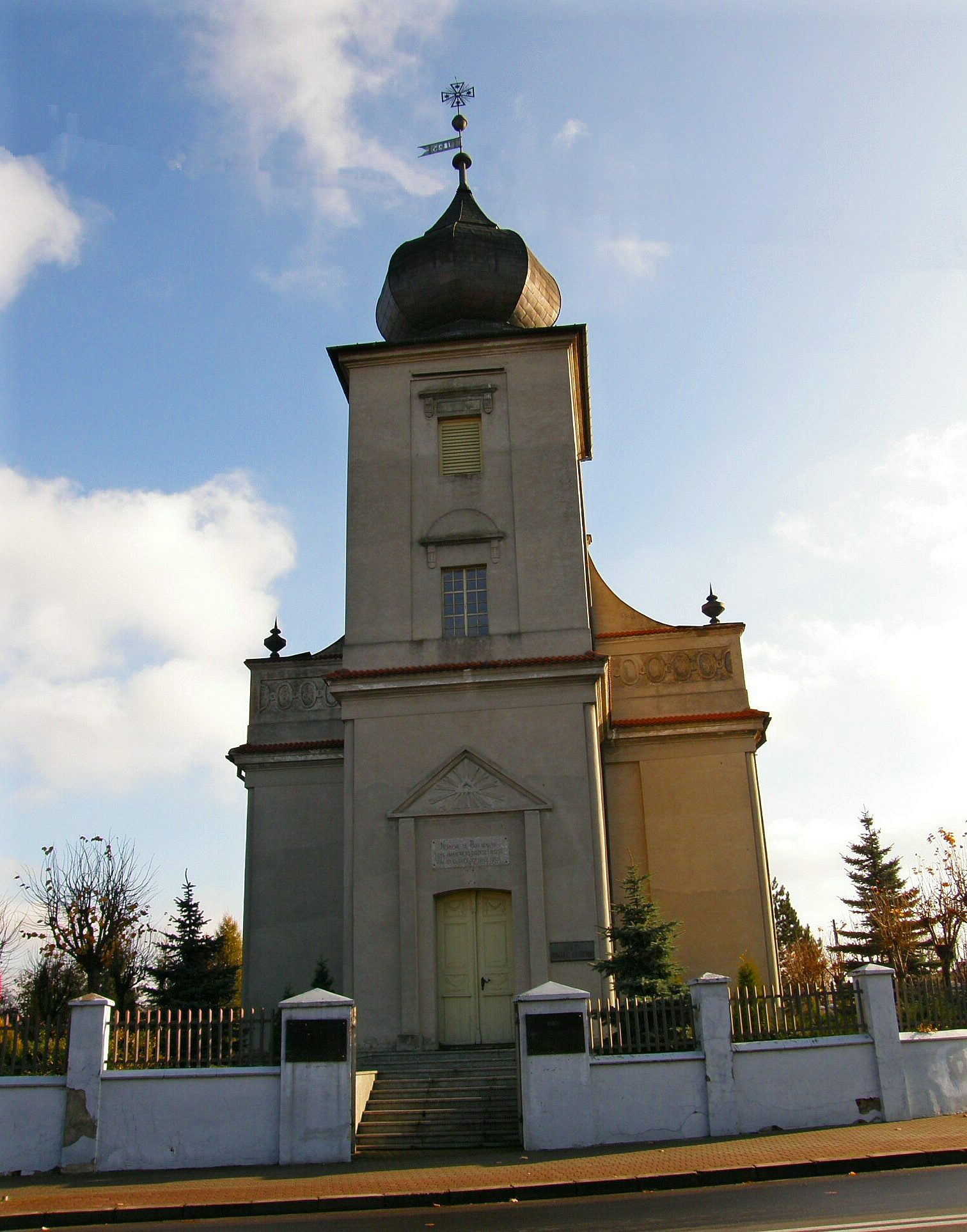
Kościół parafialny w Zelowie

## Superintendenci generalni Kościoła Ewangelicko-Reformowanego od XIX wieku
- 1807–1831 – Karol Diehl (1765–1831)
- 1831–1839 – Fryderyk Jakub Teichmann (1789–1839)
- 1839–1879 – Józef Spleszyński (1808–1879)
- 1879–1908 – August Karol Diehl (1837–1908)
- 1908–1910 – Fryderyk Jelen (1851–1910)
- 1910–1930 – Władysław Semadeni (1865–1930)
- 1930–1948 – Stefan Skierski (1873–1948)
- 1949–1952 – Kazimierz Ostachiewicz (1883–1952)
- 1952–1978 – Jan Niewieczerzał (1914–1981)
- 1978–2002 – Zdzisław Tranda (1925–2025)
- 2002–2022 – Marek Izdebski (ur. 1958)

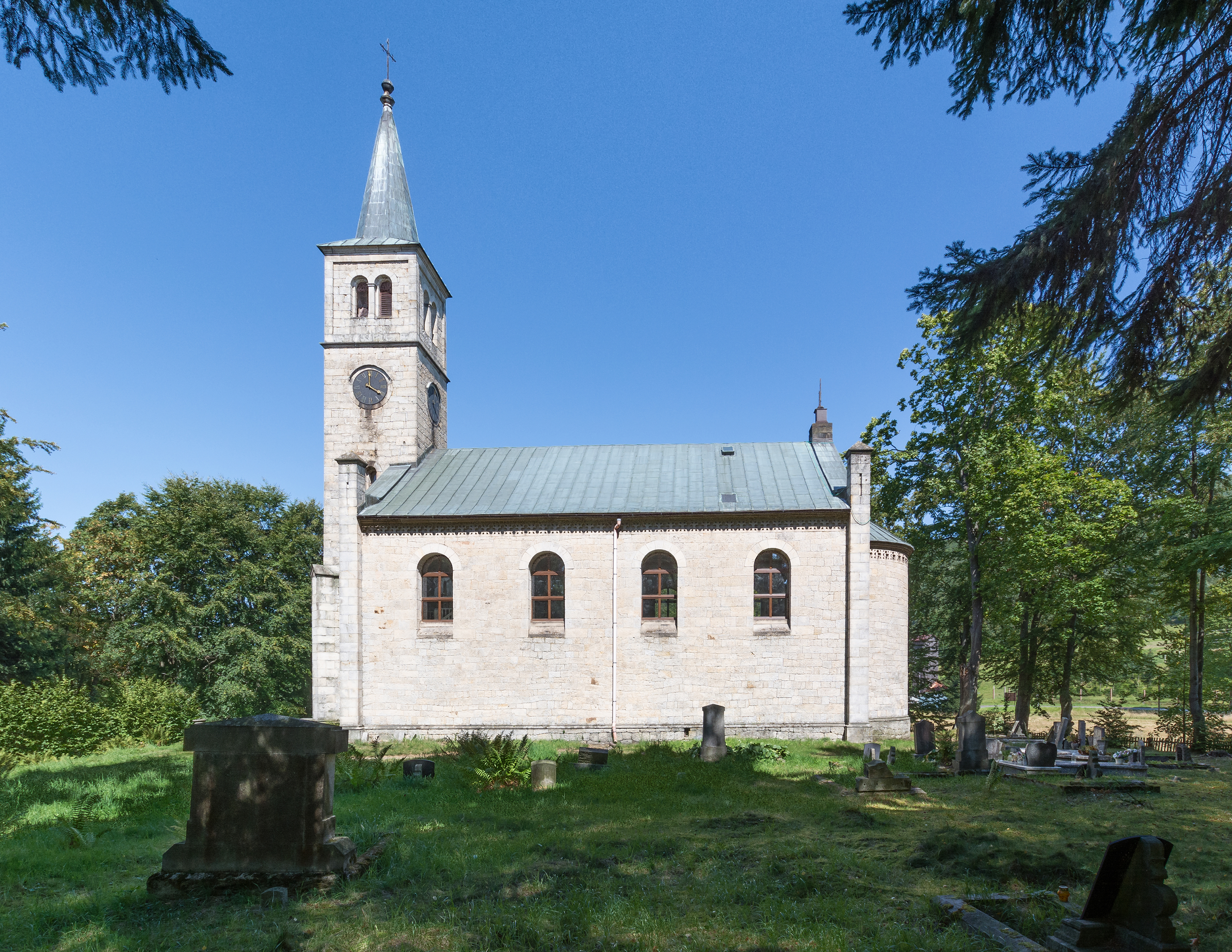
Kościół parafialny w Kudowie-Zdroju (Pstrążnej)

- od 2022 – Semko Koroza (ur. 1965)

## Prezesi Synodu
- 1983–1986 – Jan Karol Zaunar (1930–2013)
- Witold Bender (1930–2015)
- 2007–2009 – Zdenek Matys (1947–2023)
- 2010–2013 – Witold Brodziński (ur. 1948)
- 2013–2021 – dr Ewa Jóźwiak (ur. 1963)
- 2021–2023 – Paweł Wolski-Brodziński (ur. 1970)
- od 2025 – Krzysztof Urban (ur. 1960)[42]

## Dawne i obecne świątynie i parafie ewangelicko-reformowane
Obecne:

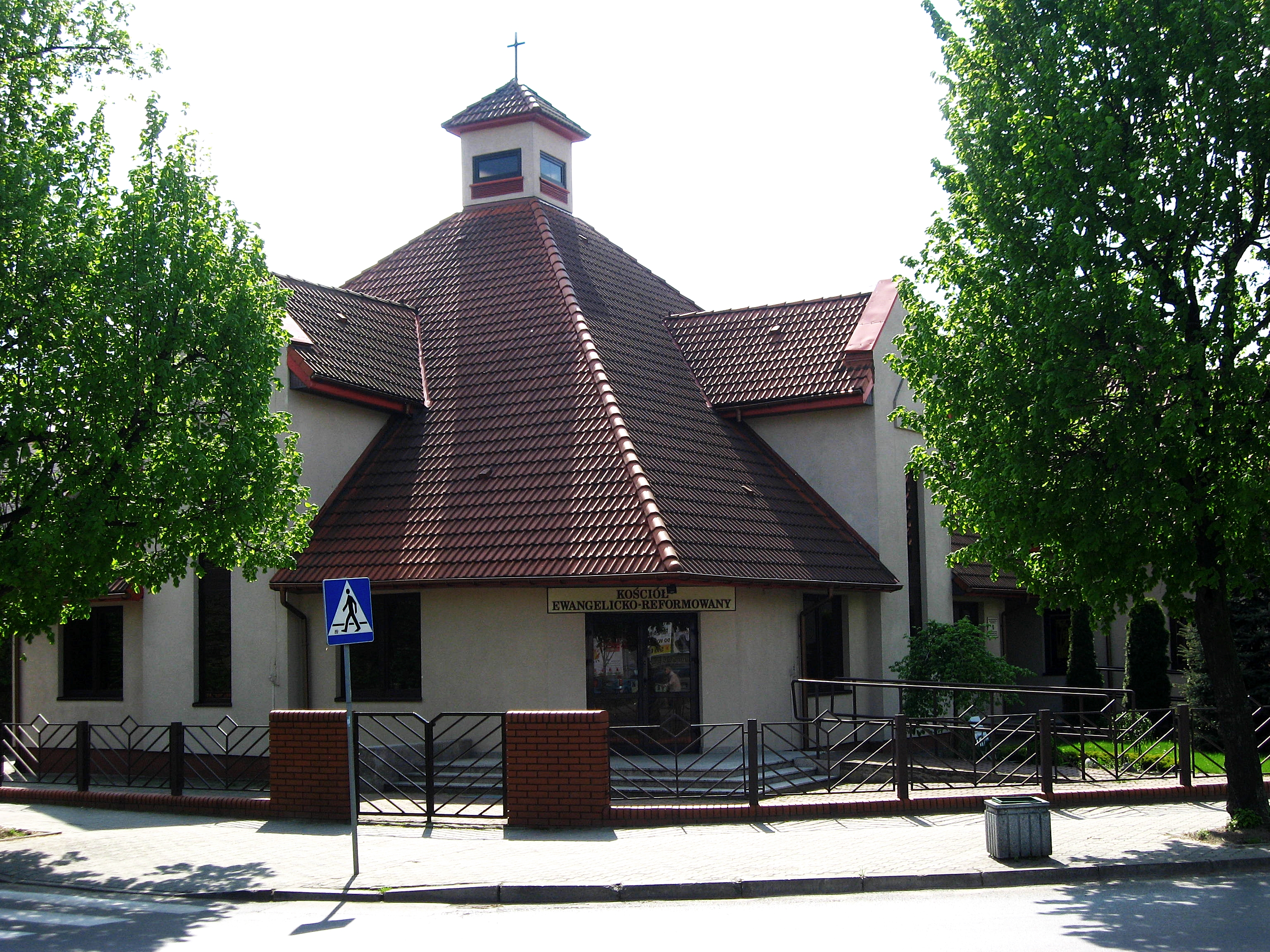
Kościół parafialny w Bełchatowie

- Kościół Ewangelicko-Reformowany w Bełchatowie
- Kościół Ewangelicko-Reformowany w Kleszczowie
- Kościół Ewangelicko-Reformowany w Łodzi
- Kościół Ewangelicko-Reformowany w Pstrążnej
- Kościół Ewangelicko-Reformowany w Strzelinie
- Parafia Ewangelicko-Reformowana w Warszawie
- Kościół Ewangelicko-Reformowany w Zelowie
- Kościół Ewangelicko-Reformowany w Żychlinie

Dawne:
- Zbór kalwiński w Bełżycach
- Kościół św. Elżbiety w Gdańsku

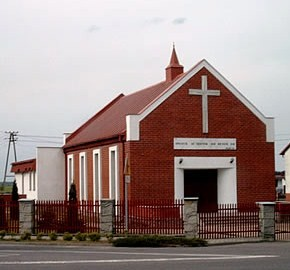
Kościół parafialny w Kleszczowie

- Kościół św. Piotra i Pawła w Gdańsku
- Kościół św. św. Piotra i Pawła w Izabelinie na Białorusi
- Kościół ewangelicko-reformowany w Kojdanowie na Białorusi

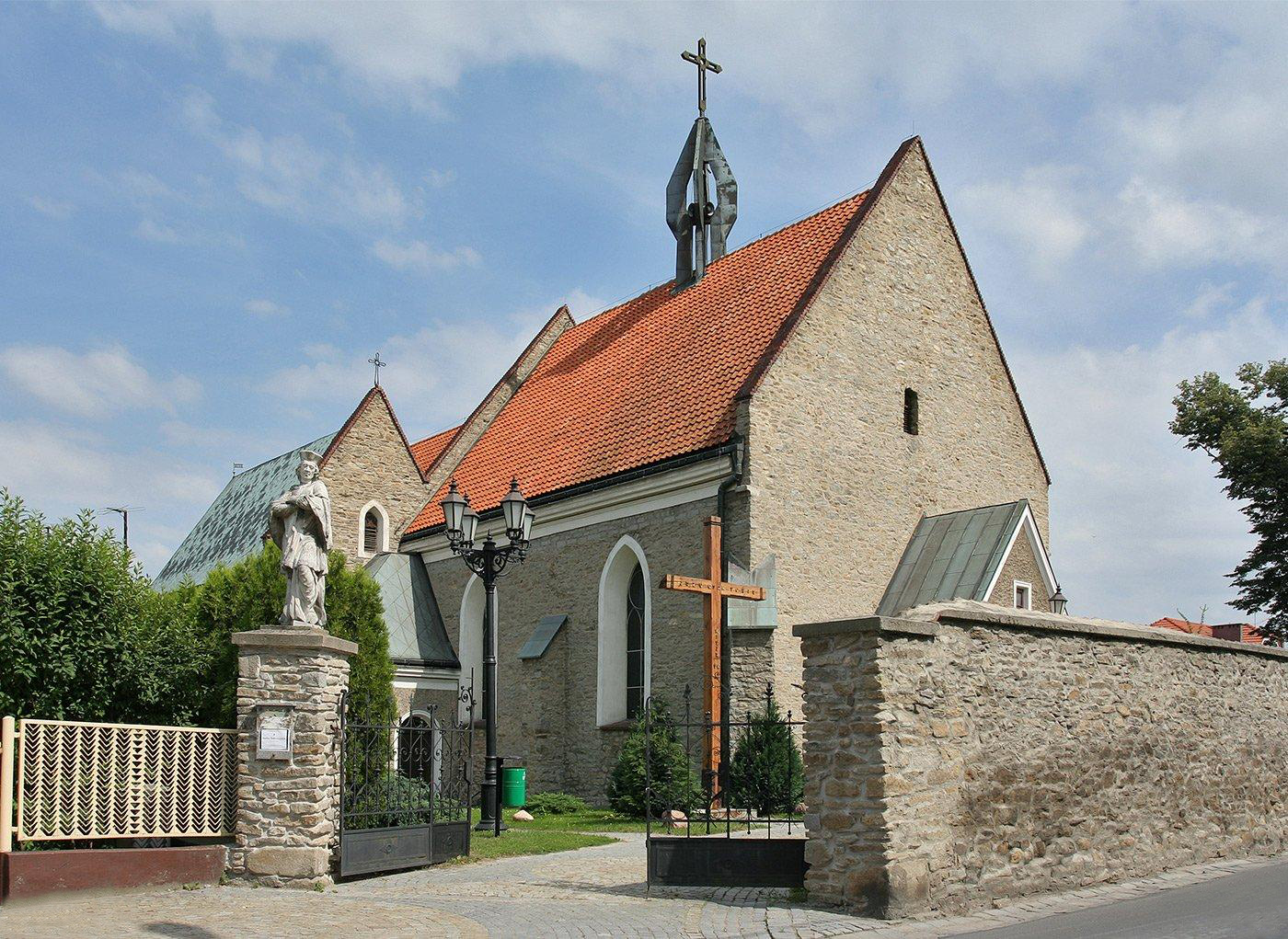
Kościół parafialny w Strzelinie (współużytkowany z parafią rzymskokatolicką)

- Kościół ewangelicko-reformowany w Krokowiej
- Kościół ewangelicko-reformowany w Lasociach
- Kościół ewangelicko-reformowany w Lesznie
- Kościół ewangelicko-reformowany w Oksie
- Kościół ewangelicko-reformowany w Orzeszkowie
- Zbór kalwiński w Piaskach Wielkich[43]
- Kościół św. Piotra w Poznaniu
- Zbór kalwiński w Raśnej na Białorusi
- Kościół św. Szczepana w Toruniu
- Kościoły ewangelicko-reformowane w Słucku na Białorusi
- Kościół ewangelicko-reformowany w Weszkowie
- Kościół Opatrzności Bożej we Wrocławiu
- Kościół ewangelicko-reformowany w Wilnie